# Alaplı (district)
Alaplı is een Turks district in de provincie Zonguldak en telt 46.372 inwoners (2007). Het district heeft een oppervlakte van 184,9 km². Hoofdplaats is Alaplı.
De bevolkingsontwikkeling van het district is weergegeven in onderstaande tabel.

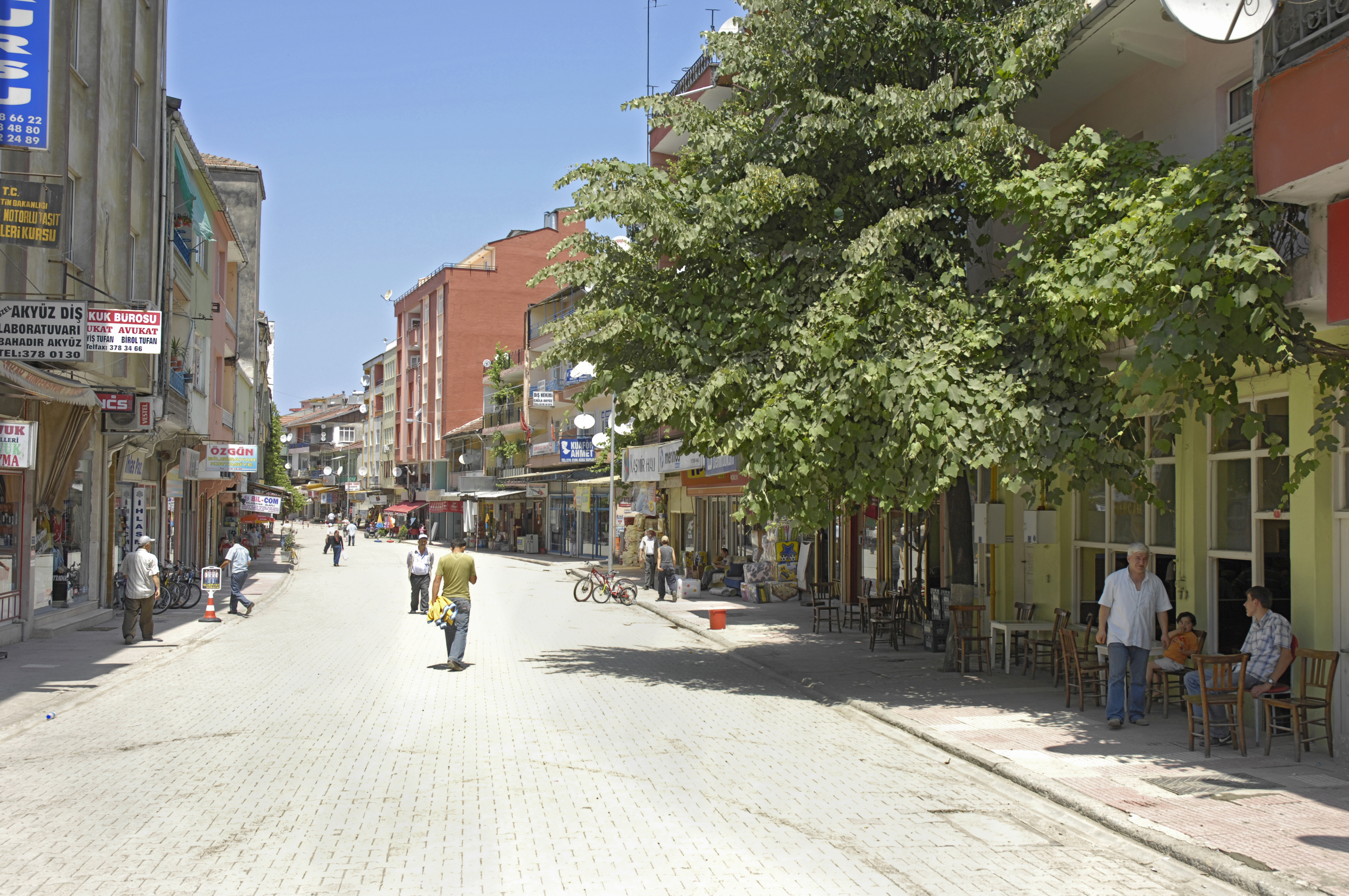
Het centrum van Alaplı

| 1997   | 2000   | 2007   |
| ------ | ------ | ------ |
| 44.012 | 44.578 | 46.372 |

Centrale districtsplaats (İlçe Merkezi): Alaplı
Gemeenten (Beldeler): Gümeli
Dorpen (Köyler):
Ahatlı · Ahiler · Alaplıbölücek · Alaplıkocaali · Alaplıortacı · Alaplıömerli · Alioğlu · Aşağıdağköy · Aşağıdoğancılar · Aşağıtekke · Aydınyayla · Bektaşlı · Belen · Büyüktekke · Canbazlı · Çamlıbel · Çatak · Çayköy · Çengelli · Çiçekli · Demirciler · Doğancılar · Durhanlı · Fındıklı · Gökhasan · Gürpınar · Hacıhasan · Hallı · Hasanlı · Hüseyinli · İsafakılı · Kabalar · Kasımlı · Kılçak · Kıran · Kocaman · Küçükkaymaz · Küçüktekke · Kürkükler · Musabeyli · Okçular · Onurlu · Osmanlı · Sabırlı · Sofullu · Yedigelli · Yenidoğanlar · Yeniköy · Yeşilyurt
Alaplı · Çaycuma · Devrek · Ereğli · Gökçebey · Zonguldak